# British Rail 322 sorozat

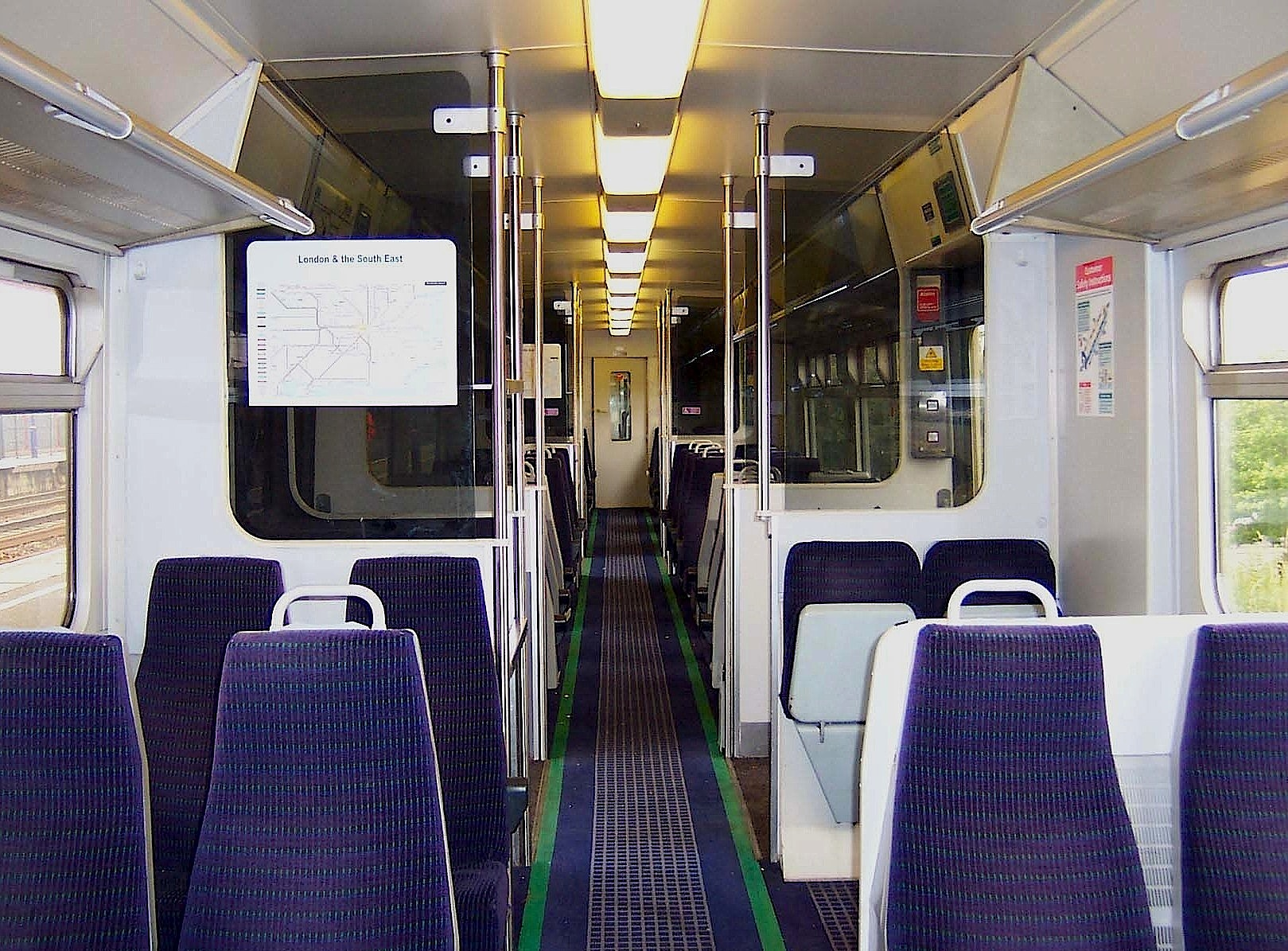
utastér

A British Rail 322 sorozat egy angol 25 kV 50 Hz-es váltakozó áramú, négyrészes villamosmotorvonat-sorozat. A sorozatot a BREL gyártotta York-ban. Összesen öt motorvonat készült 1990-ben a Stansted Express szolgáltatás beindításához, mely London Liverpool Street állomást kötötte volna össze a Stansted repülőtérrel. Végül a vonatok Skóciába kerültek a FirstScotRailhez. Jelenleg a North Berwick Branch Line vonalon közlekednek Glasgow / Edinburgh és Berwick között.